# Curación del ciego de Betsaida

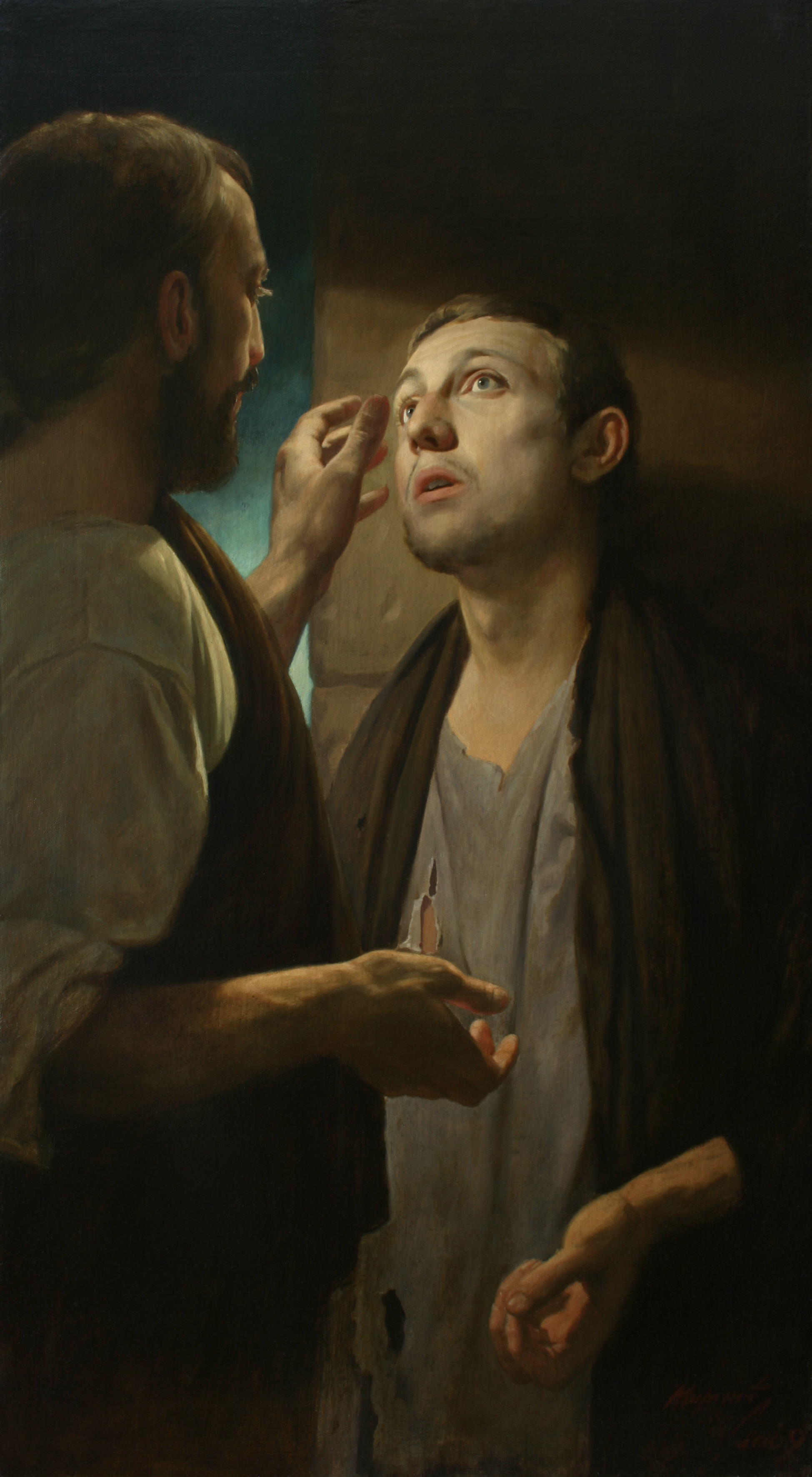
Cristo curando al ciego por A. Mironov

La curación de un ciego de Betsaida es el tema de uno de los milagros de Jesús en los Evangelios. Se encuentra sólo en  san Marcos 8:22-26. La ubicación exacta de Betsaida en esta perícopa está sujeta a debate entre los estudiosos, pero es probable que haya sido Betsaida, en la orilla norte del mar de Galilea.

## Texto bíblico
Llegan a Betsaida y le traen un ciego suplicándole que lo toque. Tomando de la mano al ciego lo sacó fuera de la aldea y, poniendo saliva en sus ojos, le impuso las manos y le preguntó: —¿Ves algo? Y alzando la mirada dijo: —Veo a hombres como árboles que andan. Después le puso otra vez las manos sobre los ojos, y comenzó a ver y quedó curado, de manera que veía con claridad todas las cosas. Y lo envió a su casa diciéndole: —No entres ni siquiera en la aldea.

## Interpretación de la Iglesia católica
Como en el caso del sordomudo (cfr 7,31-37), también aquí Jesús se sirve de unos gestos simbólicos para realizar este milagro. La curación del ciego de Betsaida representa, en el curso del evangelio, la culminación de los signos mesiánicos de Cristo; por eso no es extraño que venga seguida por la confesión de Pedro. Por otra parte, la curación progresiva del ciego puede simbolizar el camino que recorrieron Pedro y los discípulos, y que recorre también todo hombre: el Señor con sus signos va curando nuestra ceguera hasta que vemos «con claridad todas las cosas» y nos atrevemos a confesar a Cristo como Hijo de Dios y Salvador nuestro: «Dadnos, Señor, luz; mirad que es más menester que al ciego (…), que éste deseaba ver la luz y no podía; ahora, Señor, no se quiere ver. ¡Oh, qué mal tan incurable! Aquí, Dios mío, se ha de mostrar vuestro poder, aquí vuestra misericordia»